# E-Twen
Der e-Twen war eine in Deutschland weiterverkaufte, elektrisch betriebene, viersitzige Kombilimousine des chinesischen Herstellers Dezhou Fulu Vehicle Co. (einem Unternehmen, an welchem die Shandong Jindalu Vehicle Co. Aktien-Mehrheitsanteilseigner ist). Es handelte sich um eine umetikettierte, deutsche Version des Modells Fulu FL5000ZK-1, welches wahrscheinlich in der Dekade zwischen 2000 und 2010 in Asien auf den Markt gekommen ist. In den USA wurde eine frühere Version von 2006 bis 2009 als ZAP Xebra angeboten. Die ersten Modelle für den deutschen Markt wurden 2012 importiert.

## Reichweite, Verbrauch und Kosten
Der E-Twen kann an jeder Niederspannungsnetz-Steckdose geladen werden. Er ist mit wartungsfreien Standard-Bleiakkumulatoren bestückt und benötigt für eine Standardaufladung ca. 15 kWh bei einer Ladedauer von ca. 12 Stunden.
Seine maximale Reichweite beträgt ca. 150 km bei einer ökonomischen Geschwindigkeit 50 km/h. Der Stromverbrauch steigt bei Erreichen der Höchstgeschwindigkeit deutlich an, damit sinkt die Reichweite im Stadtzyklus auf ca. 100–125 km. Die Höchstgeschwindigkeit ist auf 75 km/h limitiert. Bremsenergierückgewinnung ist nicht verfügbar.
Versicherung und Kraftfahrzeugsteuer sind niedriger als bei einem normalen Kleinwagen, da der E-Twen nicht als PKW eingeordnet wird, sodass dessen Unterhalt ungefähr dem eines Quads entspricht. Der Importeur verwendet den Begriff Kabinenroller.

## Führerschein
Seit dem 19. Januar 2013 benötigt man einen Führerschein der Klasse A1. Inhaber von Fahrerlaubnissen der Klasse B, die vor dem 19. Januar 2013 erteilt wurden, können auch nach dem 19. Januar 2013 dreirädrige Kraftfahrzeuge führen.

## Preise
Der e-Twen wurde in Deutschland zurzeit nur in der oben genannten Motorversion angeboten. Der Preis betrug 9690 €.
Die Akkumulatoren waren im Kaufpreis inbegriffen und halten bei normaler Pflege (Vermeidung von Tiefenentladung, Erhaltungsladung bei längeren Standzeiten) zwei Jahre bei 500 Ladezyklen. Ein Komplettsatz dieser Akkumulatoren kostete ca. 1100 €.

## Ausstattung
- Sonnendach
- Zentralverriegelung mit Funkfernsteuerung
- elektrische Fensterheber vorne
- Wegfahrsperre bei angeschlossenem Ladekabel oder gezogener Handbremse
- Abblendlicht
- Fernlicht
- Nebelscheinwerfer
- Heizung und Lüftung
- Dreipunktgurte hinten und vorne
- hydraulische Bremsanlage

## Technische Daten
- Batterie-Spezifikation: 6 Stück 12 V, 150 Ah
- Bremsweg: ≤7 m bei 30 km/h
- Höchstgeschwindigkeit: 75 km/h
- ökonomische Geschwindigkeit: 50 km/h
- Motorleistung: 72 V / 5 kW
- Reichweite: 100–150 km
- Spurweite: 123 cm
- Steigungsfähigkeit: 21 %
- Wendekreis: 9 m
- zugelassene Anzahl Fahrgäste: 4 inkl. Fahrer